# Грамбов (Юкер-Рандов)
Грамбов (нім. Grambow) — громада в Німеччині, розташована в землі Мекленбург-Передня Померанія. Входить до складу району Передня Померанія-Грайфсвальд. Складова частина об'єднання громад Лекніц-Пенкун.
Площа — 34,87 км2. Населення становить 853 ос. (станом на 31 грудня 2020).